# Jan Krekels
Jan Krekels (Sittard, 26 de agosto de 1947) fue un ciclista neerlandés que fue profesional entre 1969 y 1978. Su victoria más importando fue la medalla de oro conseguida a los Juegos Olímpicos de México de 1968 a la prueba de los 100 km contrarreloj por equipo. El 1971 ganó una etapa al Tour de Francia.

## Palmarés
- 1967
  - Vencedor de una etapa de la Olympia's Tour
- 1968
  - Campeón Olímpico de CRE (con Fedor den Hertog, René Pijnen y Joop Zoetemelk)
  - 1º en la Omloop der Kempen
  - 1º en la Tour de Overijssel
  - 1º en la Vuelta a Austria
  - 1º en la Tour de Limburgo
  - Vencedor de una etapa de la Olympia's Tour
- 1969
  - 1º en Orchies
- 1970
  - 1º en la Acht van Chaam
  - Vencedor de una etapa al Tour del Oise
- 1971
  - 1º en Ulestraten
  - 1º en Strombeek-Bever
  - Vencedor de una etapa del Tour de Francia
  - Vencedor de una etapa de la Vuelta en Suiza
- 1972
  - 1º en la Vuelta a Andalucía y vencedor de 2 etapas
  - 1º en Simpelveld
  - 1º en Borne
- 1973
  - 1º en Valkenswaard
  - 1º en Borne
- 1974
  - 1º en Beringen
  - 1º en Geetbets
- 1976
  - 1º en Arendonk
  - 1º en Kloosterzande
  - 1º en Kruiningen
- 1978
  - 1º en Obbicht
  - 1º en Boxmeer

### Resultados en la Tour de Francia
- 1971. 50.º de la clasificación general. Vencedor de una etapa
- 1972. 78.º de la clasificación general
- 1973. 75.º de la clasificación general

### Resultados en la Vuelta a España
- 1972. 55.º de la clasificación general